# Резолюция Совета Безопасности ООН 1016
Резолюция Совета Безопасности Организации Объединённых Наций 1016 (код — S/RES/1016), принятая 21 сентября 1995 года, сославшись на все резолюции по ситуации в бывшей Югославии, Совет Безопасности ООН призвал к более активным усилиям по достижению всеобъемлющего политического решения конфликта в Боснии и Герцеговине и потребовал, чтобы как Босния и Герцеговина, так и Хорватия прекратили свои наступательные действия в Западной Боснии.
Совет был обеспокоен тем, что ситуация в Боснии и Герцеговине представляет собой гуманитарный кризис, особенно в связи с недавними боевыми действиями, гибелью людей, большим количеством беженцев и перемещенных лиц и страданиями среди гражданского населения в результате военных действий. Она также выразила сожаление по поводу потерь, понесенных датскими миротворцами, и направила соболезнования семьям погибших. В связи с этим ко всем сторонам был обращен призыв прекратить военные действия и соблюдать режим прекращения огня.
Государства-члены, участвующие в содействии общему мирному урегулированию в регионе, были призваны активизировать свои усилия совместно с агентствами гуманитарной помощи, отметив, что военного решения конфликта в Боснии и Герцеговине быть не может. Генеральный секретарь ООН должен был как можно скорее представить Совету дополнительную информацию о гуманитарной ситуации.